# 土曜日の虎
『土曜日の虎』（どようびのとら）は、1966年2月5日から6月25日まで、TBS系列の土曜日22:00 - 23:00枠で放送されたテレビドラマ。全20話。

## 内容
梶山季之の原作に基づき、経済界を舞台に企業コンサルタントが事件を解決する経済サスペンス（私立探偵ドラマ）である。

## キャスト
- 津村公：成田三樹夫
- 吉田隆子：江波杏子
- 片桐七郎：工藤堅太郎
- ナレーター：芥川隆行

## スタッフ
- プロデューサー：中代孝史、風間孝雄（TBS）
- 原作：梶山季之
- 脚本：放送リストを参照
- 監督：放送リストを参照
- 音楽：冬木透
- 制作：大映テレビ室、TBS

## 主題歌
- 『夜は二人で』 歌：藤久仁子 (1) - (10)、 青山和子 (11) - (20)（作詞：梶山季之、作曲：山屋清）

## 放送リスト
| 話数 | 放送日             | サブタイトル               | 脚本                    | 監督     | ゲスト |
| ---- | ------------------ | -------------------------- | ----------------------- | -------- | --- |
| 1    | - 1966年 - 2月05日 | 影の凶器                   | 池上金男                | 村山三男 | 進藤英太郎、堀雄二、河内桃子、久米明、守田比呂也、緋桜陽子、藤里まゆみ、進藤幸、赤沢未知子、西山漣 |
| 2    | 2月12日            | 亀裂のなか                 | - 池上金男 - 大津皓一   | 村山三男 | 見明凡太朗、八木昌子、高城淳一、藤岡重慶、松本克平、武内亨、袋正、野口元夫、丸井太郎、伊東光一、渡辺明、野本礼三 |
| 3    | 2月19日            | 赤い妖精                   | 高久進                  | 村山三男 | 千秋実、杉田康、ロミ・山田、須賀不二男、北原義郎、江畑絢子、関敬六、村上不二夫、志水辰三郎、真弓田一夫、松尾文人、小高まさる、斉藤和子                                                                              |
| 4    | 2月26日            | ０号作戦                   | 砂田量爾                | 土居通芳 | 殿山泰司、市原悦子、川口敦子、イーデス・ハンソン、渚まゆみ、穗高のり子、上田みゆき、横江弘子、稲吉靖、渡辺高光、大津正八                                                                                            |
| 5    | 3月12日            | 怪文書                     | 高久進                  | 土居通芳 | 野際陽子、高原駿雄、伊沢一郎、美川陽一郎、大村文武、森健二、高木二朗、水上竜子、近藤宏、香西惠太、浅見比呂志、谷謙一、飛田喜佐夫                                                                                    |
| 6    | 3月19日            | 黒いドック 前編            | 池上金男                | 土居通芳 | - 進藤英太郎、富士真奈美、戸浦六宏、穂積隆信、沢たまき、城所英夫、斉藤チヤ子、青山ヨシオ、花布辰男、宮川洋一、伊沢一郎、マイク・ダニー、キャサーン・ナイト - 高島敏郎、東光生、杉義一、安藤三男                     |
| 7    | 3月26日            | 黒いドック 後編            | 池上金男                | 土居通芳 | - 進藤英太郎、富士真奈美、戸浦六宏、穂積隆信、沢たまき、城所英夫、斉藤チヤ子、青山ヨシオ、花布辰男、宮川洋一、伊沢一郎、マイク・ダニー、キャサーン・ナイト - 中村哲、関山耕司、杉義一、安藤三男                     |
| 8    | 4月02日            | 甘い樹液                   | 大津皓一                | 土居通芳 | 南原宏治、田中邦衛、万里昌代、増田順司、藤久仁子、丸山修、湊俊一、矢野宣、直木みつ男、西尋子 |
| 9    | 4月09日            | くもの館                   | 宮田達男                | 加藤盟   | 小林哲子、近藤洋介、渡辺篤、潮万太郎、木村俊恵、中村美代子、須賀不二夫、仲村隆、長島隆一、紺野ユカ、大山健二、大川修、藍三千子、酒井三郎                                                                            |
| 10   | 4月16日            | 消えた男                   | - 吉岡道夫 - 有沢雄三郎 | 阿部毅   | 姿美千子、須賀不二夫、二本柳寛、田浦正己、柳川慶子、竜岡晋、武藤英司、武内文平、笹川恵三、日笠潤一、小林直美 |
| 11   | 4月23日            | 冷酷な報酬                 | 高久進                  | 弓削太郎 | 夏圭子、北あけみ、山本耕一、渥美國泰、田口計、池田忠夫、若宮隆二、浅野進治郎、クリストファー・ルーカス、武江義雄 |
| 12   | 4月30日            | 非常階段                   | 吉岡道夫                | 阿部毅   | - 渡辺文雄、長谷川待子、上田吉二郎、須藤健、小堀明男、梅津栄、村上不二夫、山田巳之助、松本染升、山本幸栄、八田眞一郎、宮口二郎、宮島城之、高峰竜三、吉原正皓 - 石橋雅史、佐伯久、片山滉、清水昭、岡崎夏子、光実千代 |
| 13   | 5月07日            | 死刑執行人                 | 吉岡道夫                | 湯浅憲明 | 九重佑三子、見明凡太朗、小林重四郎、横森久、服部マリ、永井秀明、丸山修、大川修、大庭健二、北町史郎 |
| 14   | 5月14日            | 殺人者                     | 高久進                  | 阿部毅   | 坪内ミキ子、川喜多雄二、伊沢一郎、二瓶秀雄、一ノ木眞弓、土方弘、幸田宗丸、石井富子、海江田譲二、守田学、谷内リエ |
| 15   | 5月21日            | 罠にかけろ                 | 高久進                  | 加藤盟   | 多々良純、中原早苗、玉川伊佐男、地井武男、西田昭市、江幡高志、綾川香、関山耕司、穗高のり子、大友純、三田国夫 |
| 16   | 5月28日            | 二十億の炎                 | 田村孟                  | 湯浅憲明 | 朝丘雪路、三井弘次、神田隆、増田順司、天野新士、宗方奈美、野口元夫、目黒幸子、月野道代、三吉恵子、小島美沙、坂田金太郎、光実千代、平塚文子、大川千惠子                                                              |
| 17   | 6月04日            | 花の組曲                   | 吉岡道夫                | 井上芳夫 | 山本豊三、真山知子、片山明彦、額村多美子、奥野匡、木原みどり、見明凡太朗、夏木章、中原健、渥美國泰 |
| 18   | 6月11日            | ニューヨークから来たスパイ | 宮川一郎                | 湯浅憲明 | 天知茂、星ひかる、石黒三郎、北原義郎、睦五郎、国景子、吉田義夫、浅野進治郎、野々村浩介、小山内淳、志保京助、糸博 |
| 19   | 6月18日            | 黒の試走車 前編            | 石松愛弘                | 加藤盟   | 山形勲、牧紀子、細川俊夫、須藤健、増田順司、塚本信夫、藤山浩二、仲村隆、竹村洋介、飛田喜佐夫、安藤三男、宮川洋一、藤江リカ、吉野妙子                                                                                |
| 20   | 6月25日            | 黒の試走車 後編            | 石松愛弘                | 加藤盟   | 山形勲、牧紀子、細川俊夫、須藤健、三角八郎、竹村洋介、堀勝之佑、増田順司、松尾文人、高村洋三、瀬良明、杉義一、大山健二、津村悠子、藤江リカ                                                                          |

## 映像作品
- 2019年（平成31年）2月22日に全話を収録したDVDが発売された[注 1]。なお、当作がソフト化されたのはこれが初めてであったが[1]、一部の放送回にエンディングおよび次回予告の欠落が生じている[2]。